# 辽宁广播电视台公共频道
辽宁广播电视台公共频道，为名义上挂靠于辽宁广播电视台、实际由沈阳广播电视台制作运营的一个电视频道。频道开播于1993年10月1日，原为沈阳有线电视台第二套节目，1998年沈阳有线台与沈阳电视台合并后改为沈阳电视台第四套节目，曾用名“体育音乐频道”。2002年6月1日，该频道呼号改为“公共频道”。2004年1月1日，恢复“体育频道”的呼号。2007年1月1日，该频道呼号改为“4频道”。2007年11月8日，该频道呼号正式改为“公共·社会频道”。
2012年，辽宁广播电视台和沈阳广播电视台实现“战略合作”，公共·社会频道更名辽宁广播电视台公共频道。
2020年11月21日，辽宁公共频道实现高、标清同步播出。

## 主要栏目
- 《第一现场》
- 《约见当事人》
- 《约见爱情》
- 《百姓欢乐大舞台》
- 《沈阳新闻》（重播沈阳新闻频道节目）

## 曾经的辽宁公共频道
此外，辽宁台也曾开办一个同名的“公共频道”，该频道开播于2006年1月1日，现已改为辽宁广播电视台体育频道。